# دون بيرين
دون بيرين هو كاتب كندي، ولد في 1 أكتوبر 1964 في إزرلون في ألمانيا.